# Hemioplisis luciata
Hemioplisis luciata är en fjärilsart som beskrevs av Stoll 1790. Hemioplisis luciata ingår i släktet Hemioplisis och familjen mätare. Inga underarter finns listade i Catalogue of Life.

## Bildgalleri

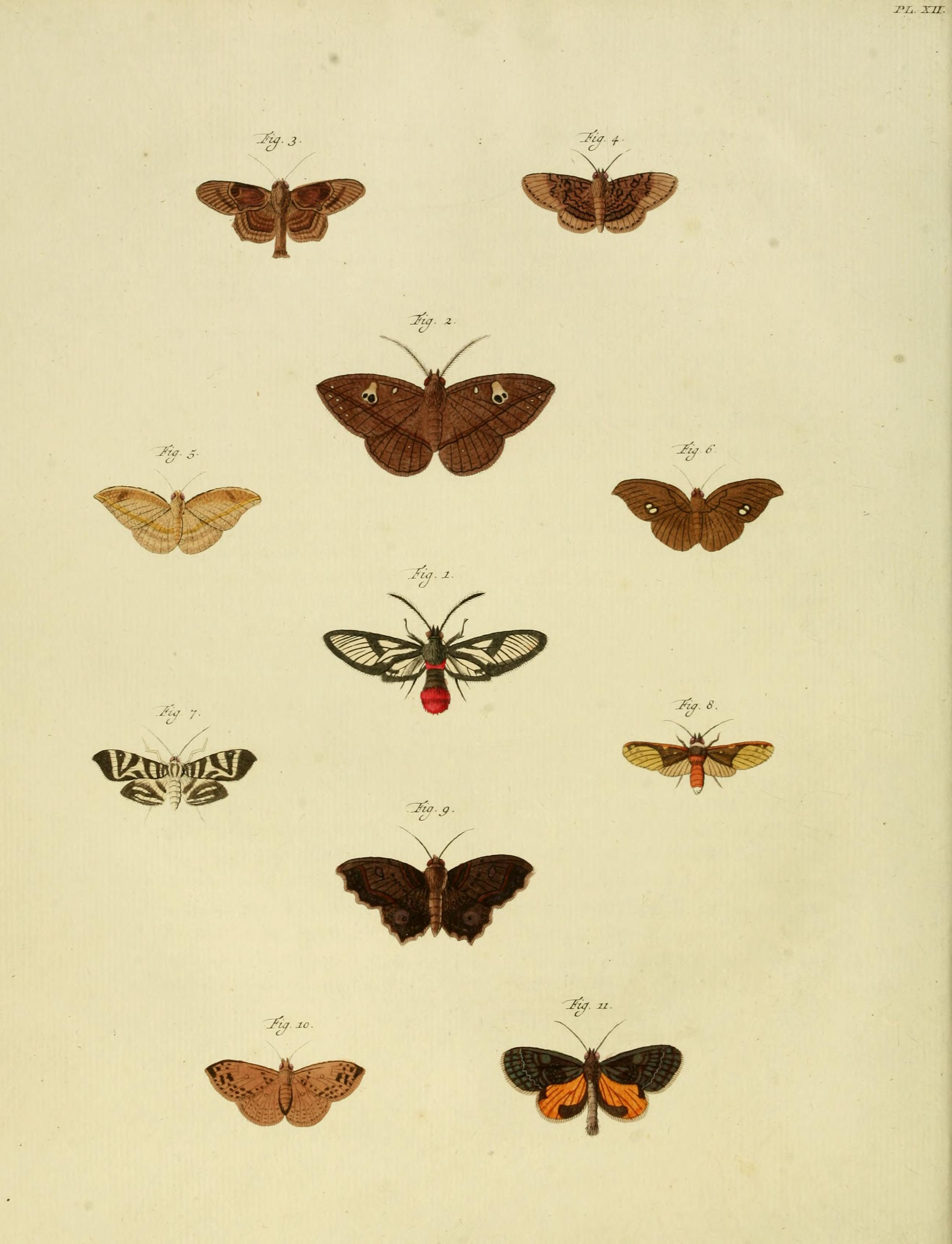